# Hr.Ms. Aroe (1940)
De Hr.Ms. Aroe (HMV 1) was een gemilitariseerd gewestelijk patrouillevaartuig van de ABC-klasse bij de Gouvernementsmarine vernoemd naar de Indonesische Aru-eilanden. Het schip is in 1938 gebouwd door de Droogdok Maatschappij in Tandjong Priok. In verband met de oorlogsdreiging in Nederlands-Indië werd het schip omgebouwd tot hulpmijnenvegeren in mei 1940 in dienst gesteld onder 2de officier van de Gouvernements Marine P. Hokke. Omdat het schip niet kon vluchten werd het op 2 maart 1942 door de eigen bemanning tot zinken gebracht in de haven van Soerabaja. Voor zover bekend is het schip niet door de Japanners gelicht.